# Powrót orszaku weselnego
Powrót orszaku weselnego – obraz olejny autorstwa Józefa Chełmońskiego, namalowany w latach 1872–1873.

## Historia
Obraz pochodzi z początku lat 70. XIX wieku, powstał w latach 1872–1873. Pochodzi z okresu, w którym Józef Chełmoński starał się oddać ruch i jego dynamikę w swoich pracach. Zapowiadał obrazy z przedstawieniami „trojek” i „czwórek” (zob. Trójka, Czwórka). Płótno znajduje się w kolekcji Muzeum Narodowego w Kielcach (numer inwentarzowy: MNKi/M/1325). Zostało poddane konserwacji w 1998 roku na potrzeby ekspozycji malarstwa polskiego w kieleckim muzeum.

## Charakterystyka
Obraz został namalowany techniką olejną na płótnie o wymiarach 55 na 74,5 cm. Sygnatura: JÓZEF CHEŁMOŃSKI znajduje się w prawym dolnym rogu płótna. Temat orszaku weselnego to dla malarza pretekst, aby oddać dynamiczną jazdę, wieśniaków-weselników na wozie i koniach w galopie oraz unoszący się kurz na piaszczystym trakcie, który okrywa mgłą dalsze plany kompozycyjne.